# Copiphora ottei
Copiphora ottei är en insektsart som beskrevs av Naskrecki 2000. Copiphora ottei ingår i släktet Copiphora och familjen vårtbitare. Inga underarter finns listade i Catalogue of Life.